# Ірендик
Ірендик (башк. Ирәндек) — гірський хребет на Сході та південному сході Республіки Башкортостан, Російська Федерація. Один з найсхідніших хребтів Республіки.

## Географія
Довжина хребта — 135 км, найвища точка — гора Кузгунташ (987 м). Хребет розташований на території Учалинського, Абзеліловського, Баймацького і Хайбуллінського районів Республіки Башкортостан. Зформований порфіритами, діабазами, вапняками, на півночі також девонськими вулканітами. У геотектонічному відношенні приурочений до Баймацького антиклінорію. Північна частина покрита тайговим лісом, південна — типчаково-ковильний степ. Ірендик вважається одним з найкрасивіших куточків Яшмового поясу Уралу, тут зустрічаються стародавні поселення, городища, майстерні, могильники, занедбані села. На східному схилі розташовується водоспад Гадельша (Ібрагімовський).
Хребет природним чином розділений на дві частини — північну і південну, які іноді розглядаються як два незалежних однойменних хребта. Між північною і південною частинами знаходяться інші хребти: Криктитау і Куркак, що перевершують по висоті хребет Ірендик, а також невеликі гори, не згруповані в хребти. Північний Ірендик розташований на території Учалинського району Башкортостану, служить вододілами річок Урал (Яїк) і Уй, продовжується на півночі хребтом Кумас і Ільменськими горами. Найвища точка північної частини — вершина Тура-таш (921 м) біля села Старомуйнаково (Карт-Муйнак). Довжина північної частини Ірендика — 15 км, ширина — 3-4 км. У свою чергу північний Ірендик ділиться на два хребти: власне Ірендик і Малий Ірендик, що розташований на північний схід.
Уздовж хребта розташовані мальовничі річки і озера. На західних схилах розташувалося водосховище Озеро Графське і перлина Уралу, озеро Талкас. На схилах Ірендика розташовані витоки річок Таналик, Туяляс і Великий Кизил.